# Mamou (Guinée)
Pour les articles homonymes, voir Mamou.
Mamou est une ville de la république de Guinée située dans la moyenne guinée région naturelle du pays. C'est une ville essentiellement historique du Fouta-Djalon, se trouvant à environ 250 km au nord-est de la capitale Conakry. Elle a été créée en 1908 pour accueillir une gare sur la ligne du chemin de fer de Conakry au Niger, alors en construction. À l'intersection de plusieurs routes et influences culturelles, c'est une « ville-carrefour ». Sur le plan administratif, elle est le chef-lieu de la préfecture de Mamou et de la région de Mamou.

## Histoire

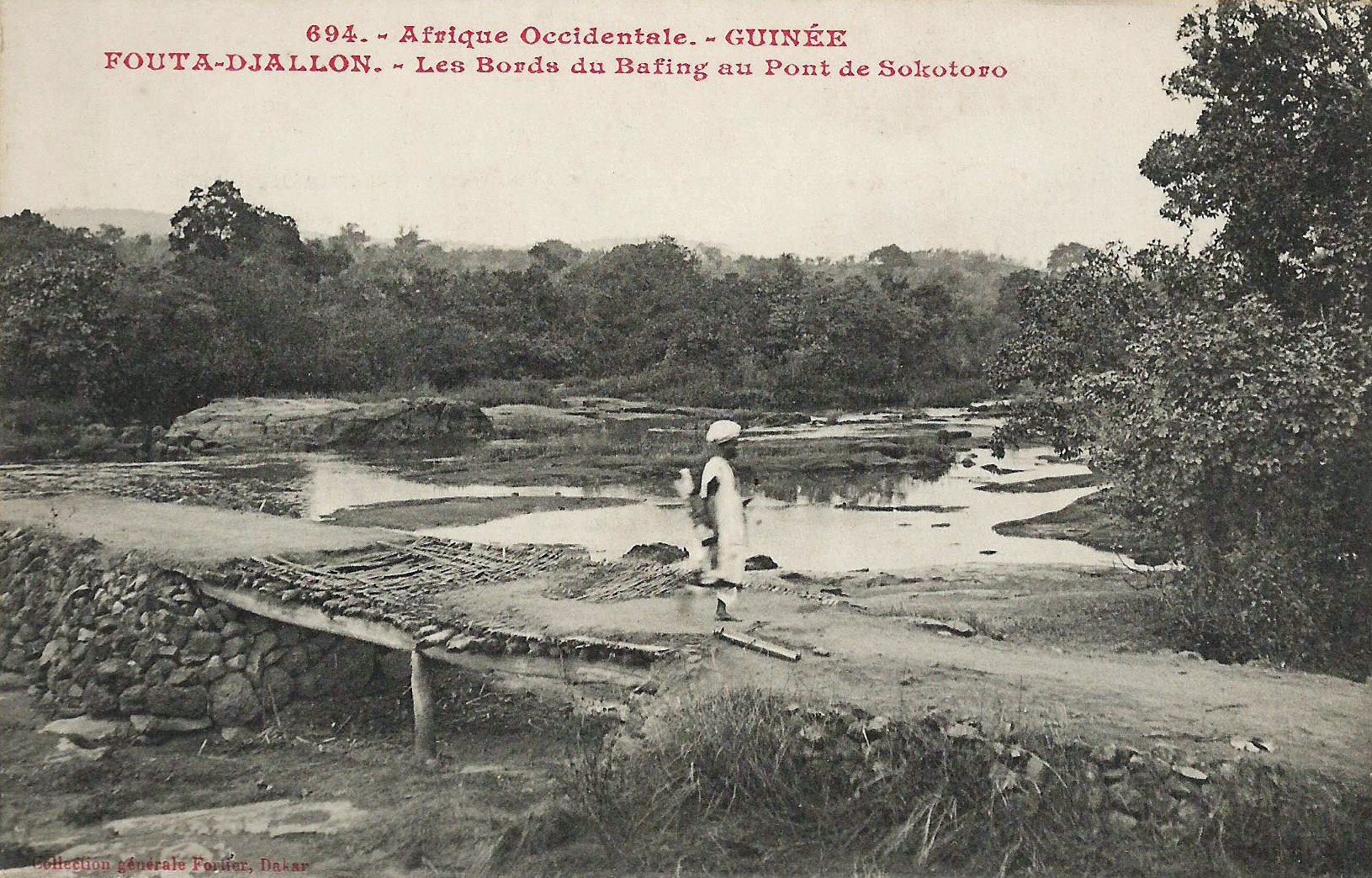
Les bords du Bafing au pont de Sokotoro, vers 1905.

Dès la deuxième moitié du XIXe siècle, Telico – aujourd'hui un quartier de Mamou –, qui constituait une ville étape pour les caravanes et un véritable carrefour routier, avait pris les dimensions d'un important marché régional.
La Guinée est proclamée colonie française en 1891, mais le Fouta Djallon résiste jusqu'à la mort de l'almamy Bokar Biro Barry en 1896. En 1901, la Guinée devient partie intégrante de l'Afrique-Occidentale française (AOF). La construction d'une ligne de chemin de fer reliant Conakry au Niger est entreprise par les autorités coloniales entre 1902 et 1915. L'achèvement de la seconde phase de ces travaux se concrétise par la création d'une gare à 4 kilomètres du col de Koumi, donnant ainsi naissance à la ville de Mamou. L'inauguration a eu lieu le 27 janvier 1908, en présence de Martial Merlin, alors gouverneur général par intérim de l'AOF. Dans la foulée, des infrastructures collectives sont également mises en place : place du marché, hôpital, poste, camp des gardes, école primaire. Le 1er janvier 1909, le chef-lieu du cercle de Timbo, ancienne capitale du Fouta Djallon, est transféré à Mamou.
En 1912, un arrêté de l'AOF permet à Mamou et à ses alentours de se constituer en un « poste urbain autonome » – véritable acte de naissance du centre urbain de Mamou.
Par le référendum du 28 septembre 1958, la Guinée rejette la proposition du général de Gaulle concernant l'intégration des colonies de l'AOF au sein d'une Communauté française et proclame son indépendance le 2 octobre suivant. Mamou Centre est érigé en arrondissement en 1958. La ville se transforme : électrification, implantation du réseau d’adduction d’eau, revêtement de la voirie urbaine, construction de bâtiments administratifs. En 1984 elle devient sous-préfecture.
En 1991, Mamou prend le statut de commune urbaine dont le premier maire est Sékou Tounkara, également député à l'Assemblée nationale.
Les maires suivants sont :
- Thierno Sadou Barry (1995-2000)
- Mamadou Hady Barry (2000-2015), à la tête de la Délégation spéciale
- Thierno Oumar Diallo (septembre 2015-juin 2016)
- Mamadou Alpha Barry (juillet 2016-10 octobre 2018)
- Amadou Tidiane Diallo, élu le 10 octobre 2018[10]
- Nouhou diogo Bah, nommé le 01 février 2023 à la tête de la délégation spéciale de Mamou[11].

## Géographie

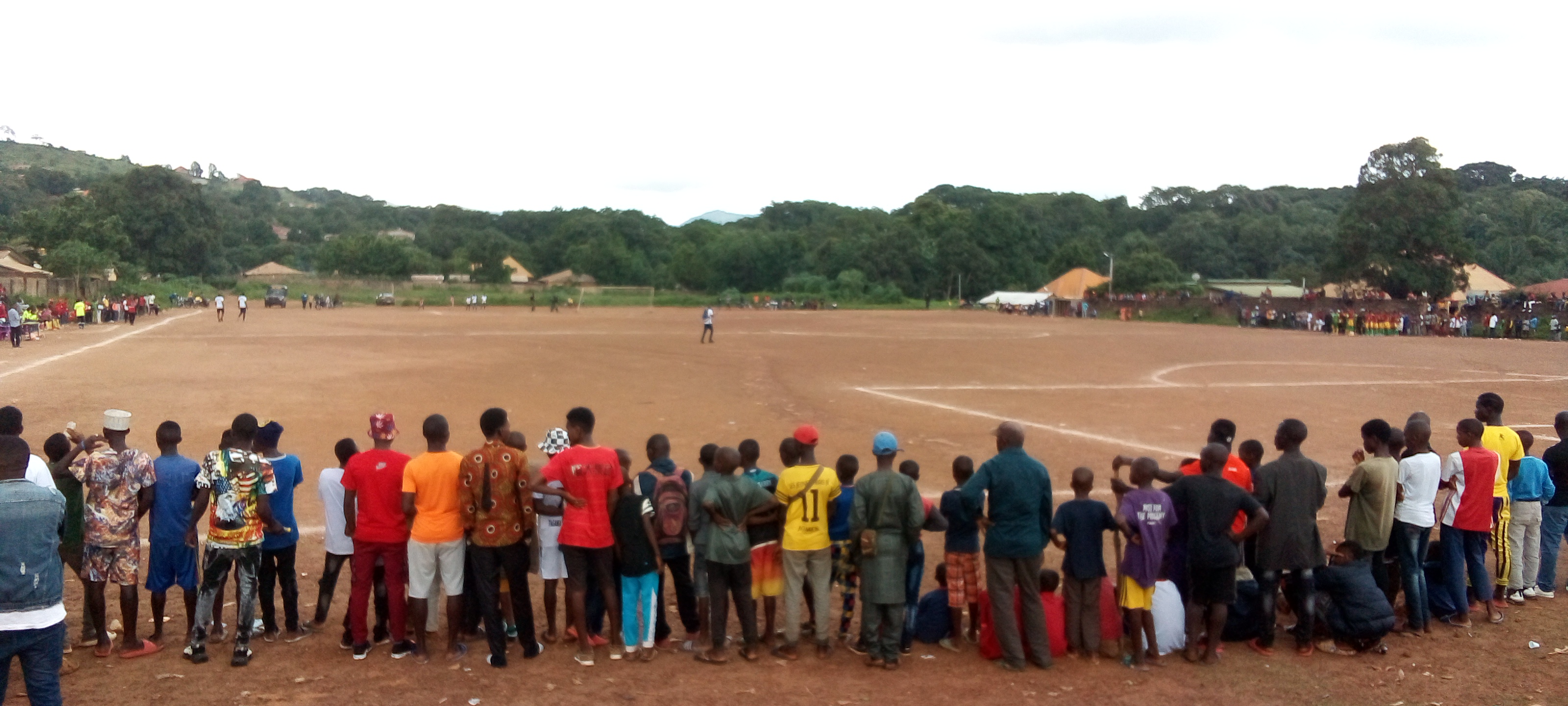

### Localisation
La commune urbaine de Mamou est située au cœur de la Guinée, limitée au nord par la sous-préfecture de Bouliwel et celle de Tolo, au nord-est par celle de Dounet, au sud-est par celle de Soyah, à l’ouest par celle de Konkouré.

### Relief et hydrologie
Aux abords du Fouta Djallon, à une altitude de 746 m, la ville est bâtie sur un site assez accidenté qui ne facilite pas les déplacements d'un quartier à l'autre. Elle est dominée par le mont Serè culminant à 950 m.
La ville est située sur la rive droite du Bafing (ou « rivière noire ») qui prend sa source entre Mamou et Dalaba, avant de rejoindre le Bakoye (ou « rivière blanche ») pour former le fleuve Sénégal à Bafoulabé au Mali.
Une zone humide Ramsar – Bafing-Source – y a été créée en 2007, couvrant une superficie de 317 200 hectares,.

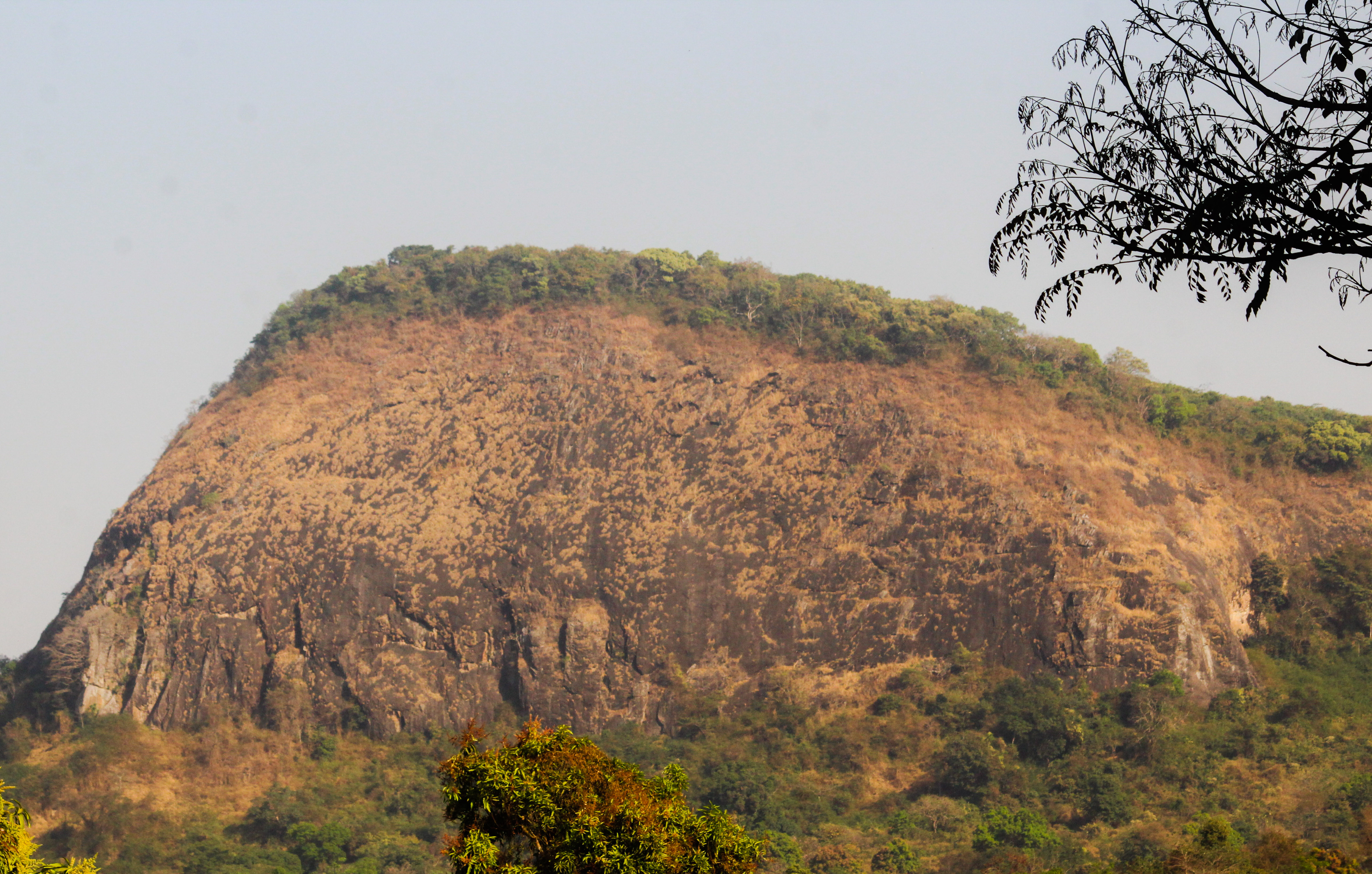
Le mont Serè.
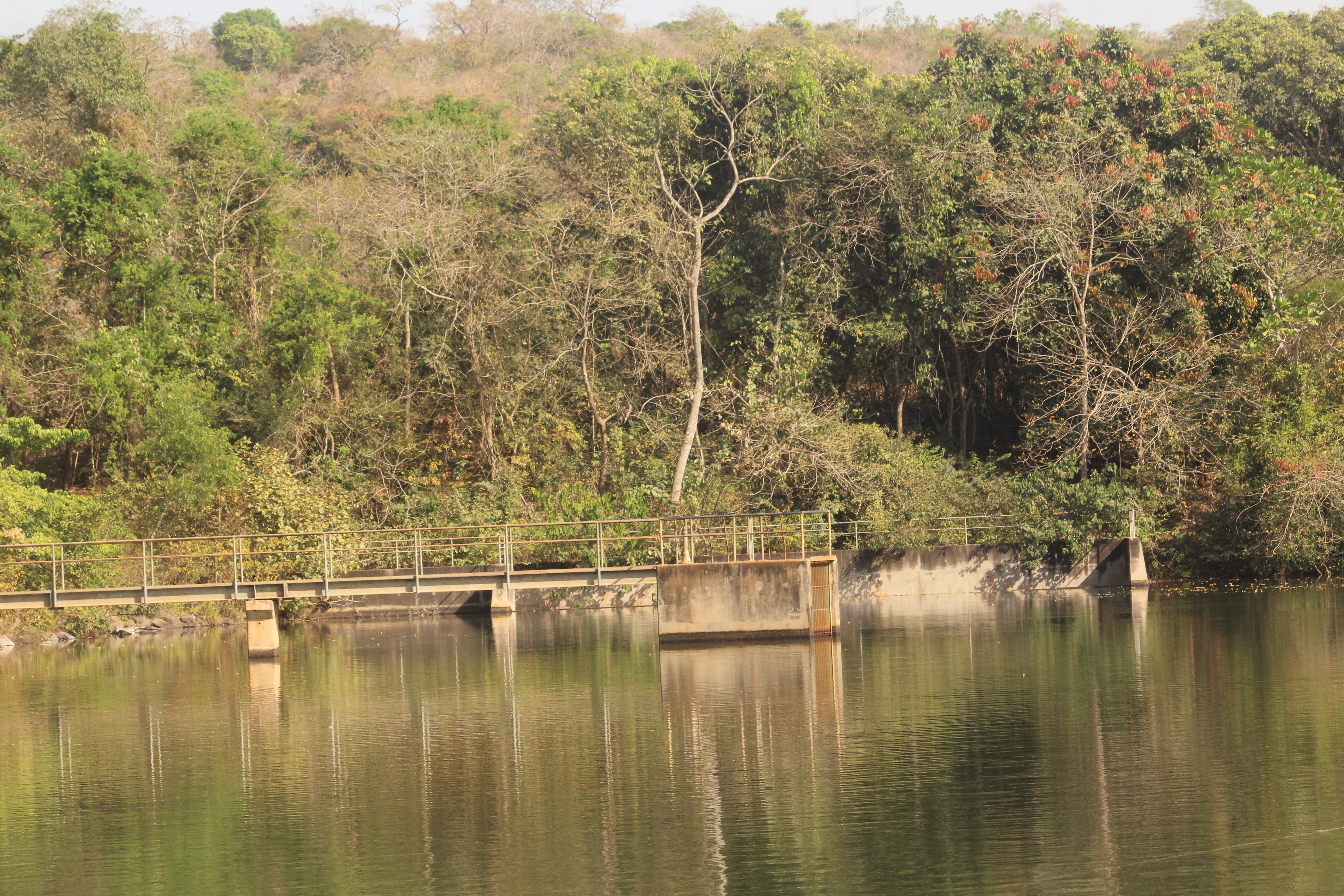
Source du Bafing.
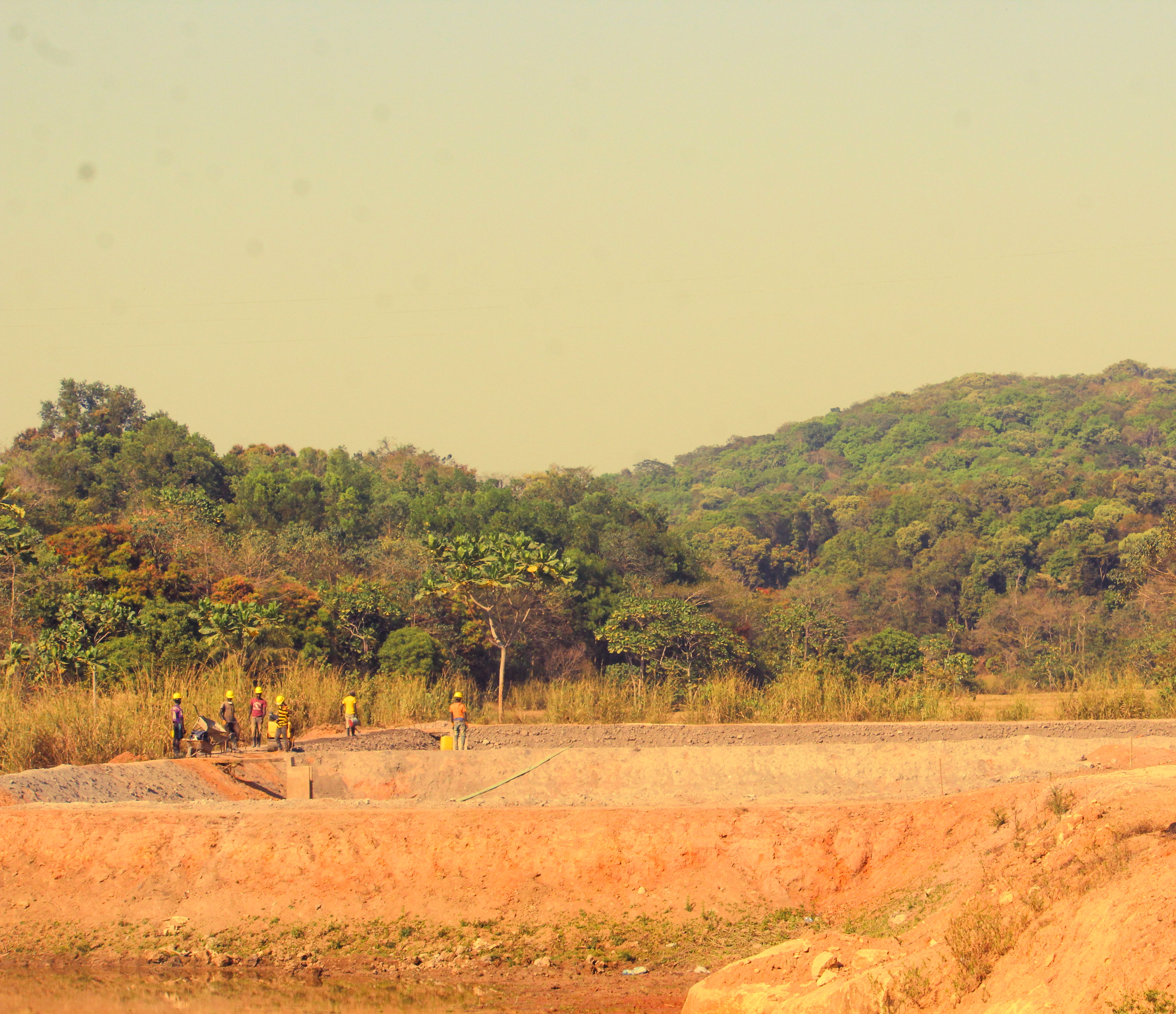
Aménagements.

### Climat
Mamou est dotée d'un climat tropical, de type Aw selon la classification de Köppen, avec une température annuelle moyenne de 24,2 °C et des précipitations d'environ 1 869 mm par an, plus faibles en hiver qu'en été.

### Végétation
Plusieurs forêts classées se trouvent sur le territoire de la commune : Serè, Koumi, Diarabaka, Tambassa, et en particulier celle de Tyéwel (ou Tiawel), à une dizaine de kilomètres de la ville, classée par l'administration coloniale en 1930 et gérée depuis 1991 par l'École nationale des agents techniques des eaux et forêts (ENATEF). Elle s'étend sur 470 hectares.
Le médecin, explorateur et botaniste britannique John McEwan Dalziel (1872-1948), auteur de plusieurs publications sur la flore ouest-africaine, a collecté de nombreuses plantes en Guinée française dans les années 1920, notamment aux environs de Mamou.

Quelques spécimens récoltés par Dalziel près de Mamou.
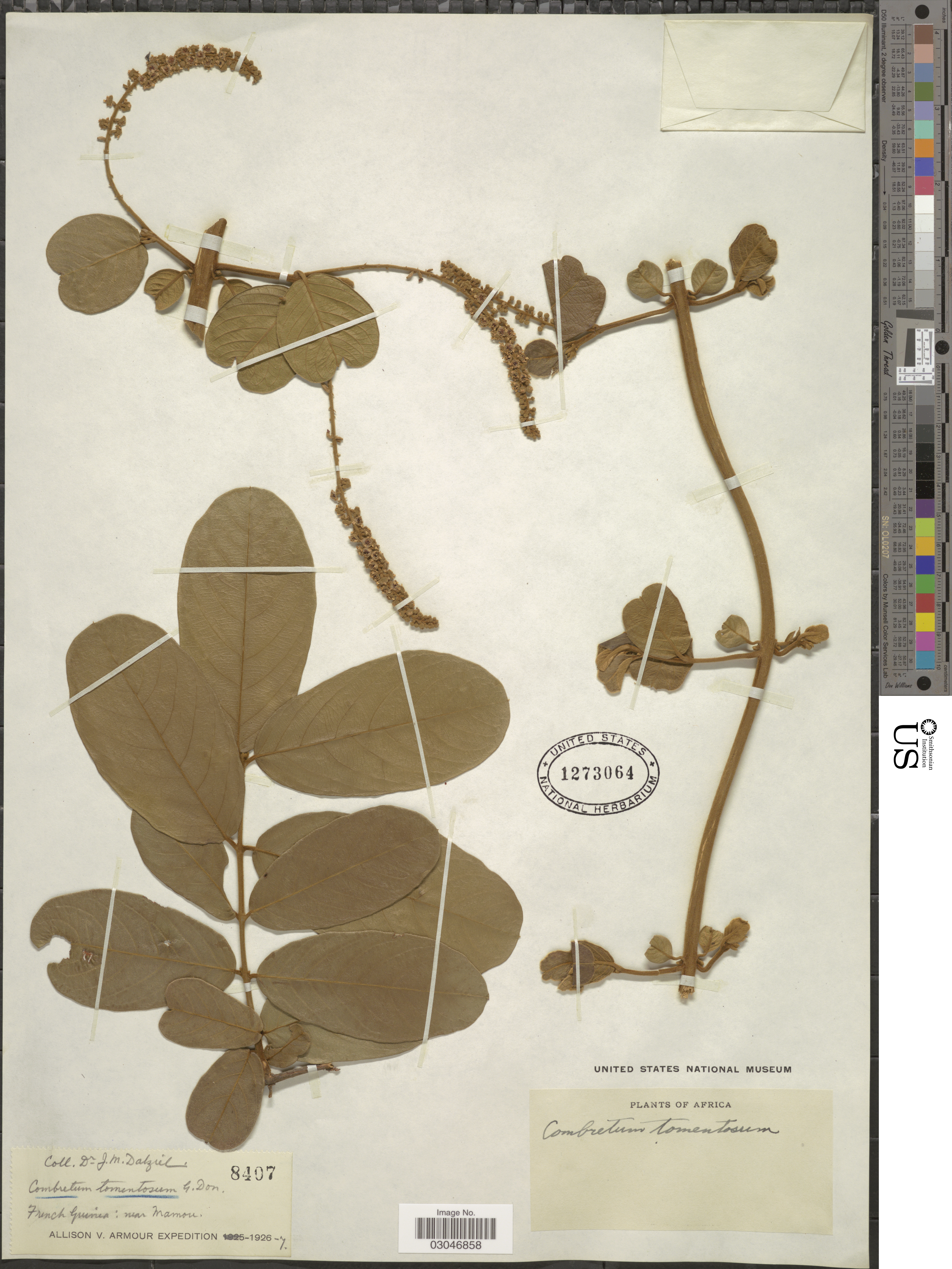
Combretum tomentosum.
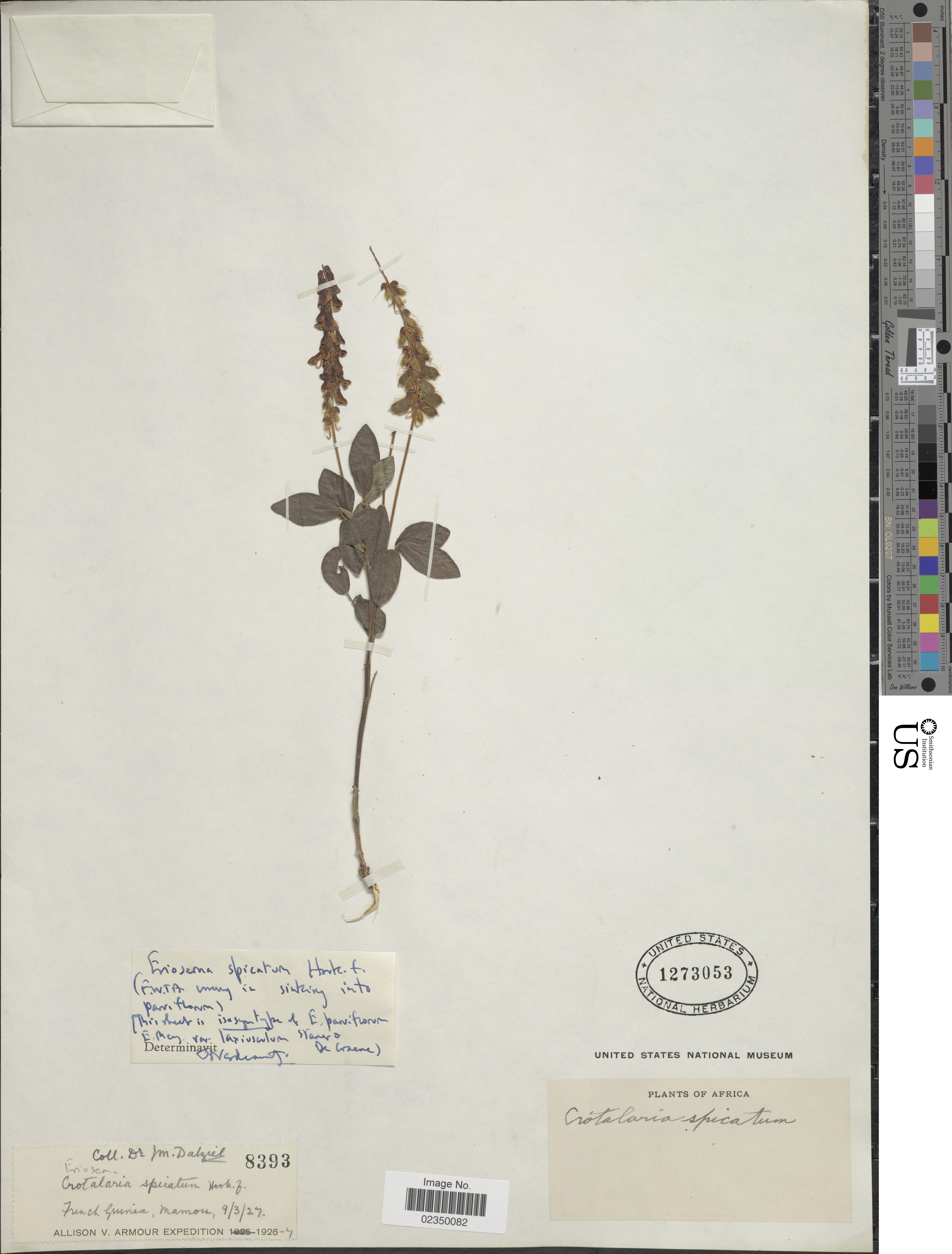
Eriosema spicatum.
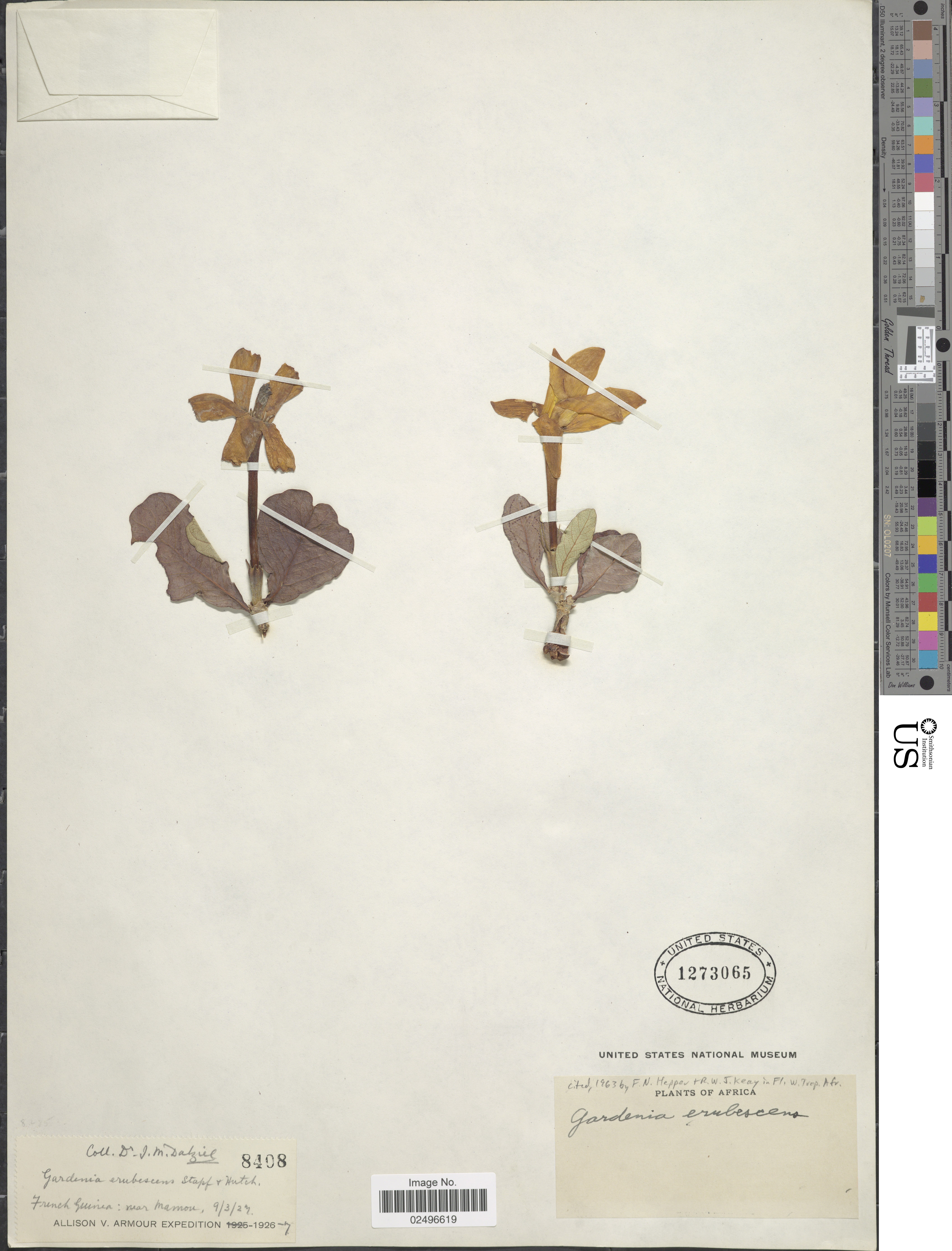
Gardenia erubescens.
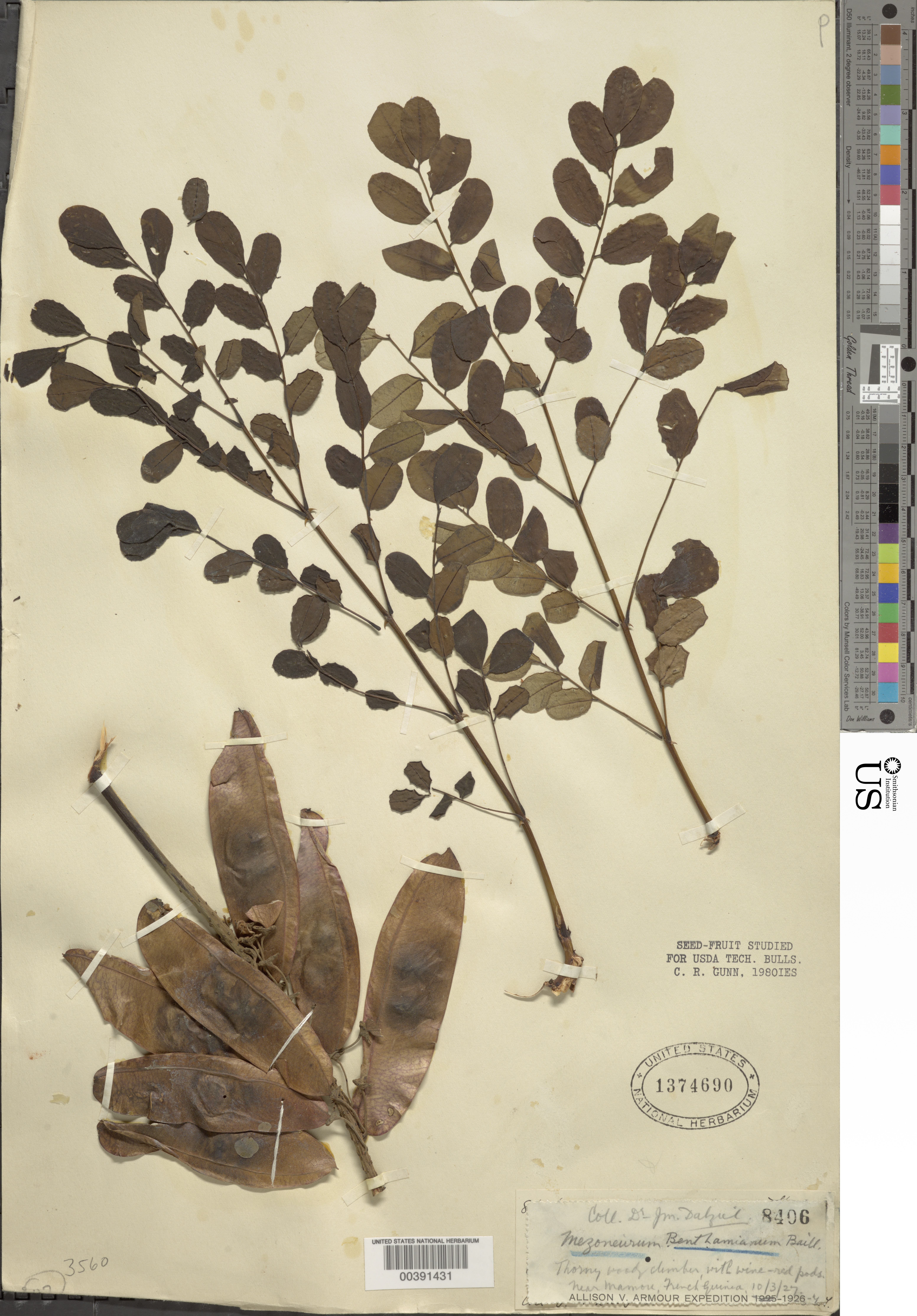
Mezoneuron benthamianum.
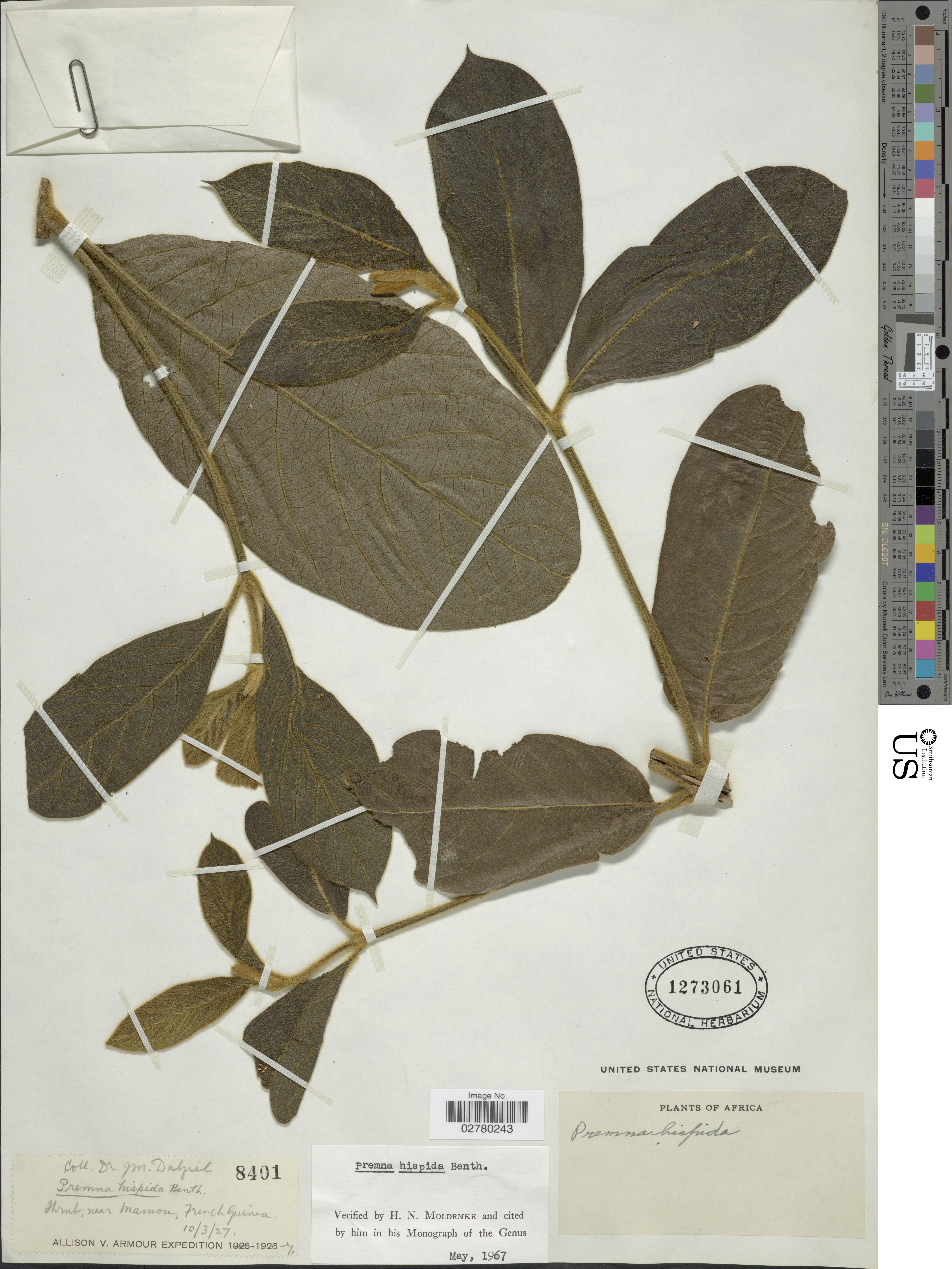
Premna hispida.

### Population
Une étude publiée en 1953 crédite le cercle de Mamou de 17 600 habitants, pour une superficie de 2 350 km2, soit une densité de 7,5 hab/km2.
Lors du recensement de 1983 (RGPH1), Mamou comptait 24 950 habitants. En 1996 (RGPH2) on en recense 49 479. Le troisième recensement, en 2014 (RGPH3), en dénombre 68 139. Selon une projection du recensement de 2014, Mamou comptait 88 670 habitants en 2016.
La population de Mamou est majoritairement peule et la langue dominante est le pular. Elle est néanmoins issue d'un important brassage de plusieurs groupes ethniques, dont les Malinké et les Soussou, mais compte également des Kissi, des Loma et des Kpelle, ainsi que des Libanais, recrutés pour la mise en valeur des terres et l'exploitation du chemin de fer. Historiquement, la plupart de ces groupes sont musulmans

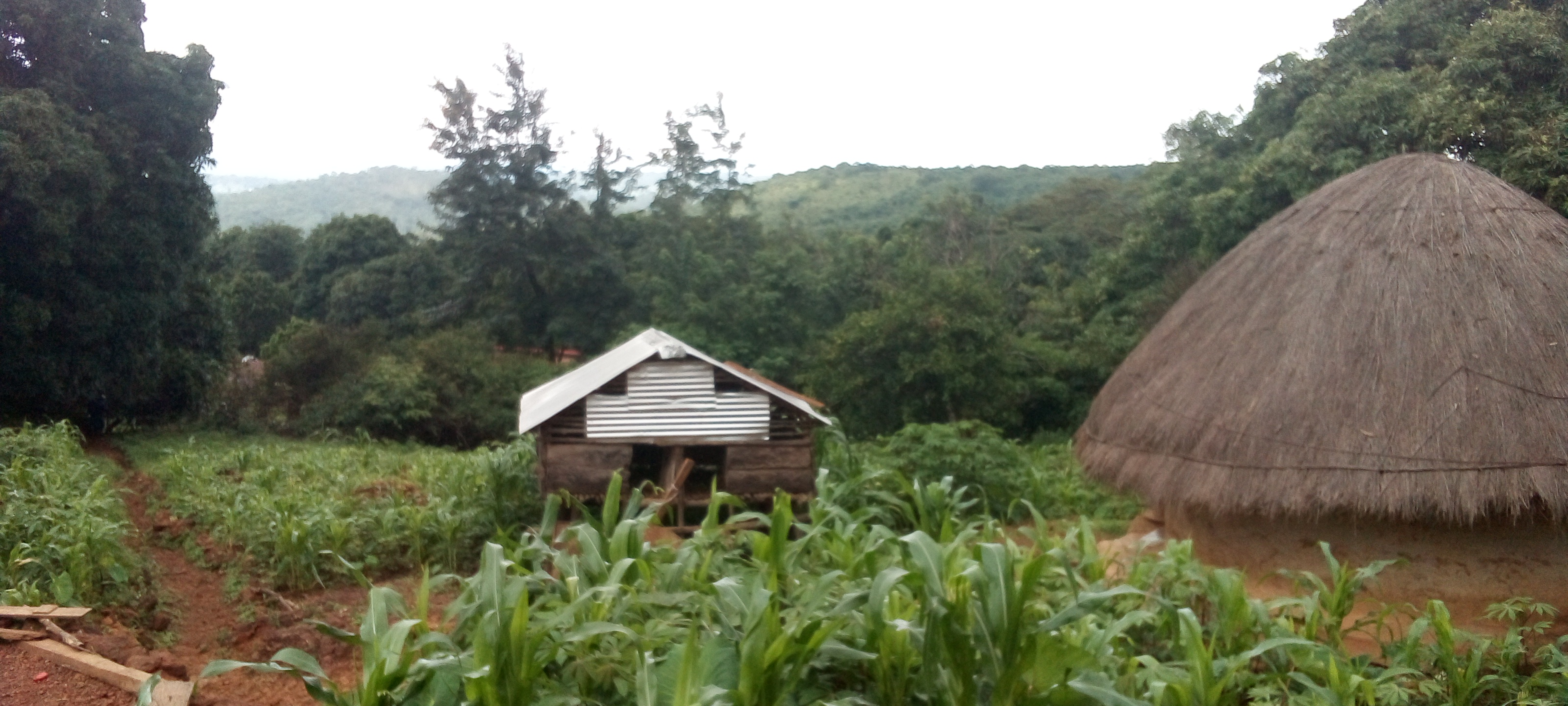

.

## Éducation

### Préuniversitaire

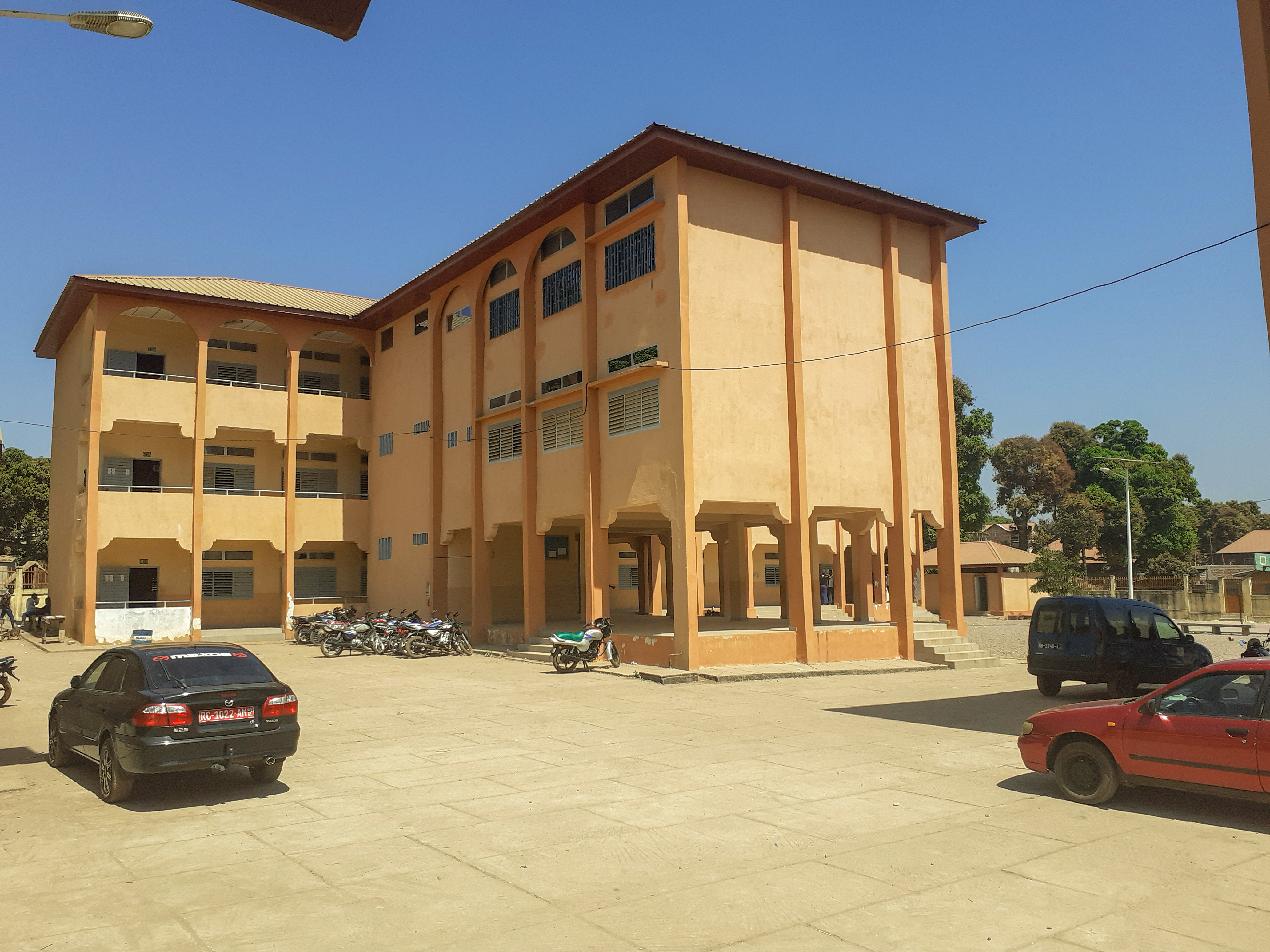
Lycée Amical Cabral de Mamou

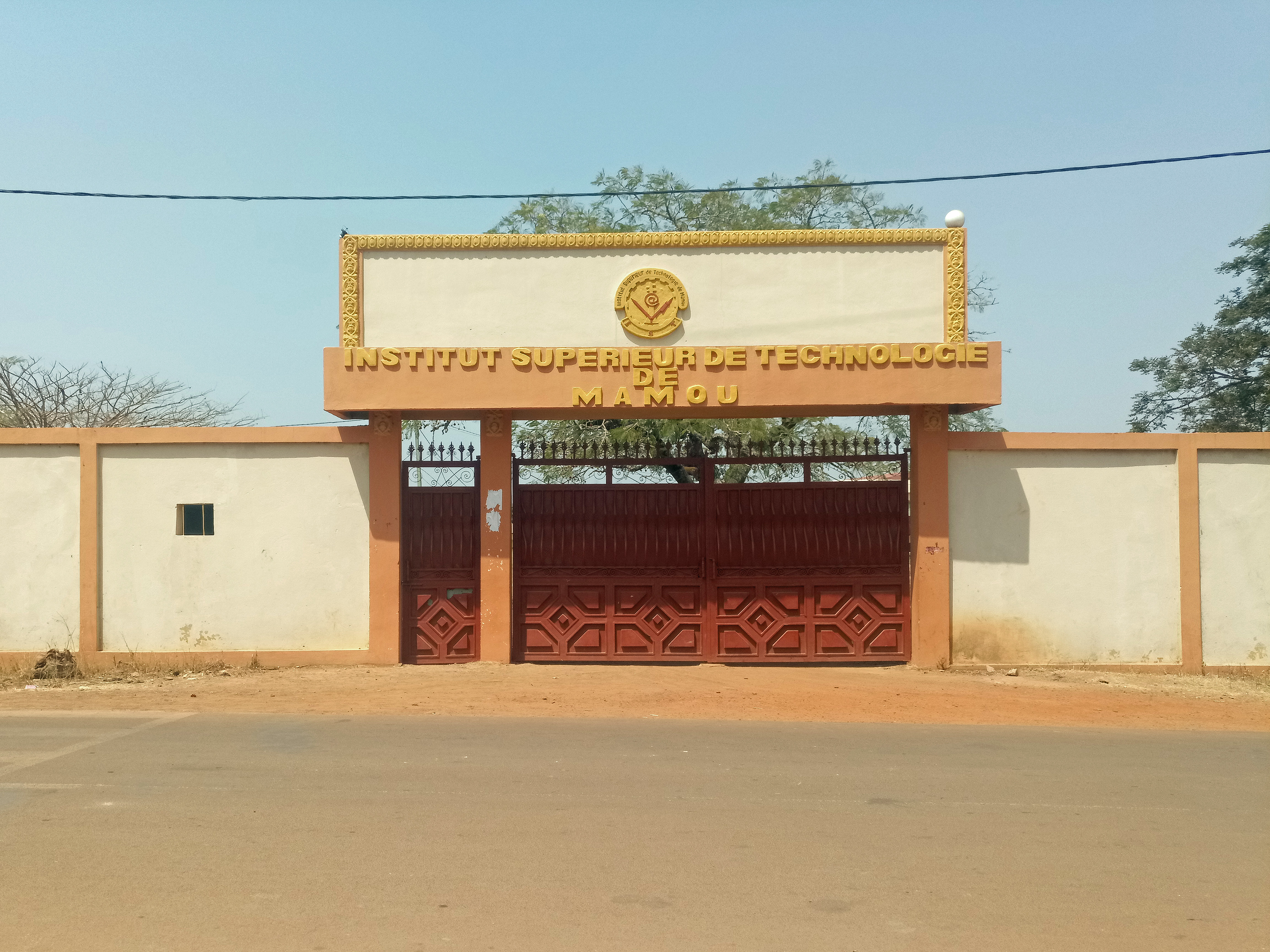
Entre de l'IST de Mamou

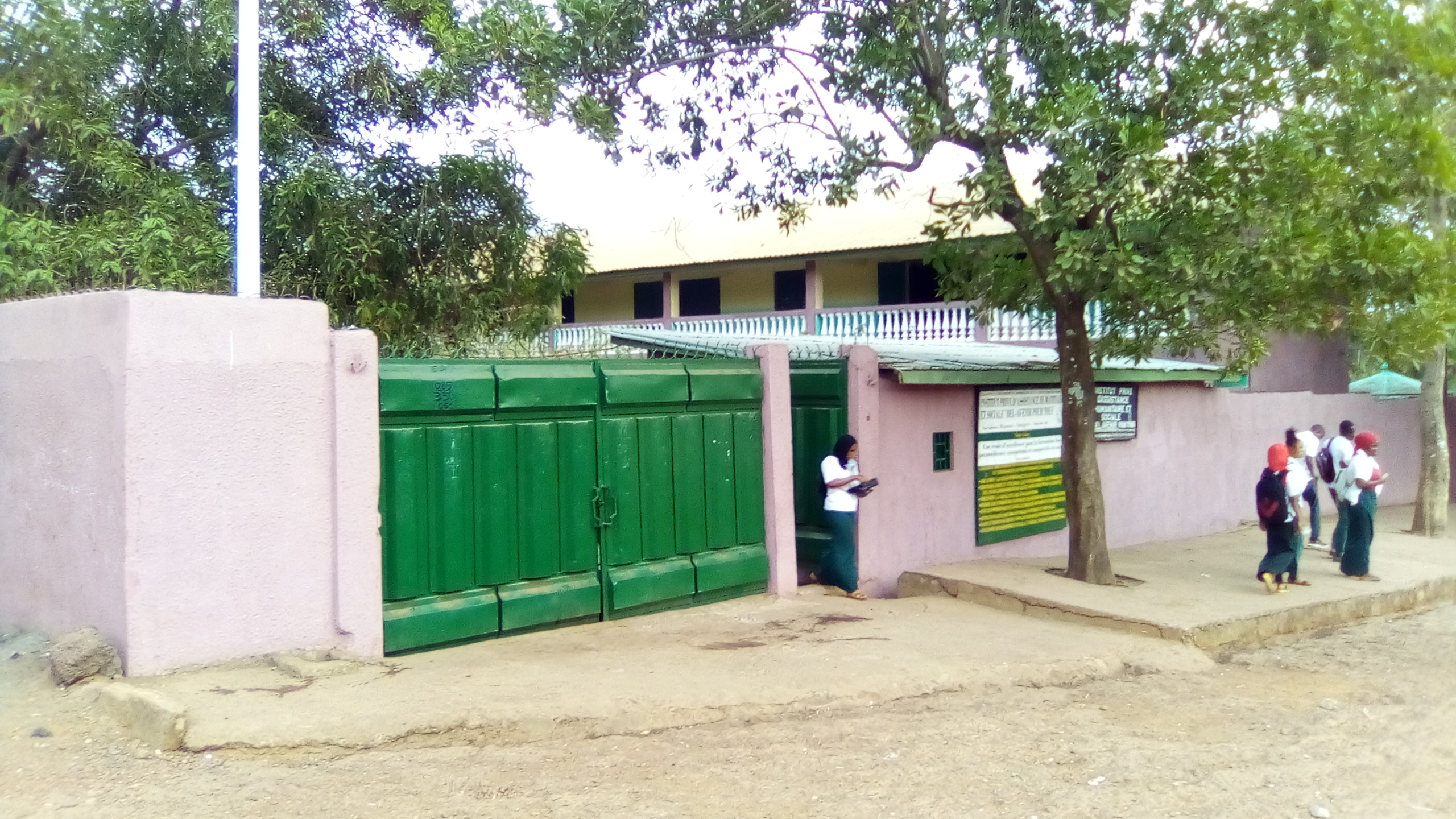
Institut de santé de Mamou

la ville de Mamou regorge d'un certain nombre d'établissements publics, privé et religieuse, animés d'une motivation de scolarisation de ses enfants parmi lesquels nous avons les plus connues, lycée amilcar cabral, lycée grand ducal, lycée doukouré, lycée hafia, hyndaye, halima, excellence fouta, union musulmane, daroul ghourouane, dare salam,.

### Enseignement supérieur
La ville de Mamou dispose d'un certain nombre d'instituts supérieurs spécialisés, notamment l’ Institut supérieur de technologie de Mamou et l’ENI de Mamou à Télico et l'Institut de santé de Mamou à Tambasa.

## Économie
L'agriculture, l'élevage, l'artisanat, le commerce, le transport et le tourisme constituent les principales activités socio-économiques de Mamou.
Le secteur agricole produit notamment du riz, du maïs, du fonio, du mil, du manioc, des pommes de terre et de l'arachide, et commercialise également la banane, le café, la tomate, la grenadine, l'indigo ou le néré (Parkia biglobosa). Il s'appuie aussi sur les cultures maraîchères (oignon, laitue, aubergine, gombo, carotte et épinard) et celles des agrumes (mangue, avocat, orange, citron, pamplemousse). Après l'indépendance, une conserverie pour la transformation des agrumes en jus de fruits avait été installée à Mamou. À l'arrêt depuis plusieurs décennies, le site de l'ancienne usine est pressenti en 2019 pour la construction d’une usine de transformation de pomme de terre en frite congelée.
Mamou est l'une des plus grandes communes pastorales du pays. On y élève des bovins, des ovins, des caprins, ainsi que des volailles, de manière plus intensive.
Le secteur commercial est favorisé de longue date par la position géographique de la ville, qui est dotée d'un grand marché central.
La proximité des ressources naturelles du Fouta Djallon, telles que le barrage et le lac de Bafing ou les chimpanzés de la forêt de Pinselli, en font une destination touristique.

## Transports
La ville se situe à la rencontre des routes nationales 1,2 et 5 et l’un des plus importants carrefours du pays.

Dans les rues de Mamou.
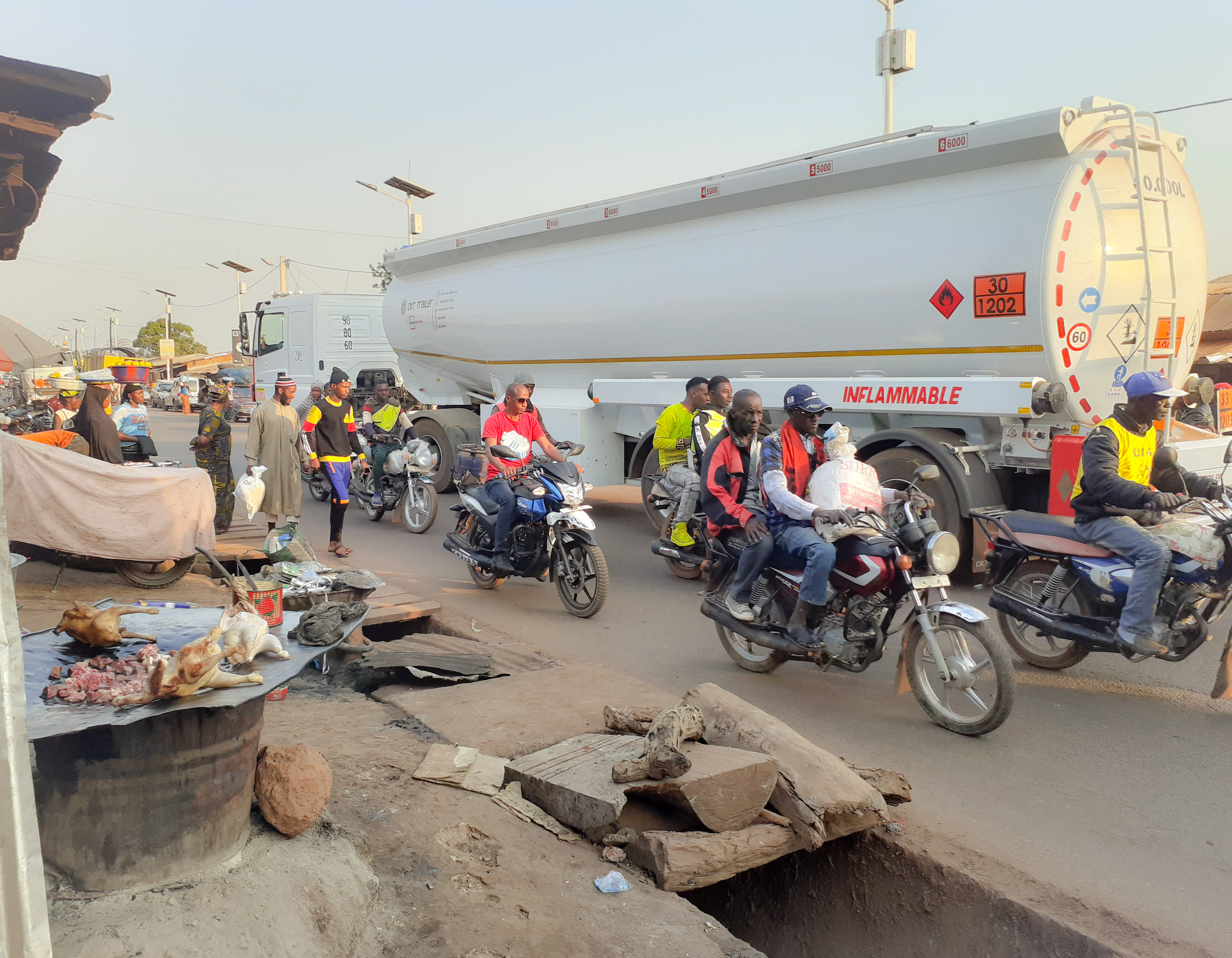
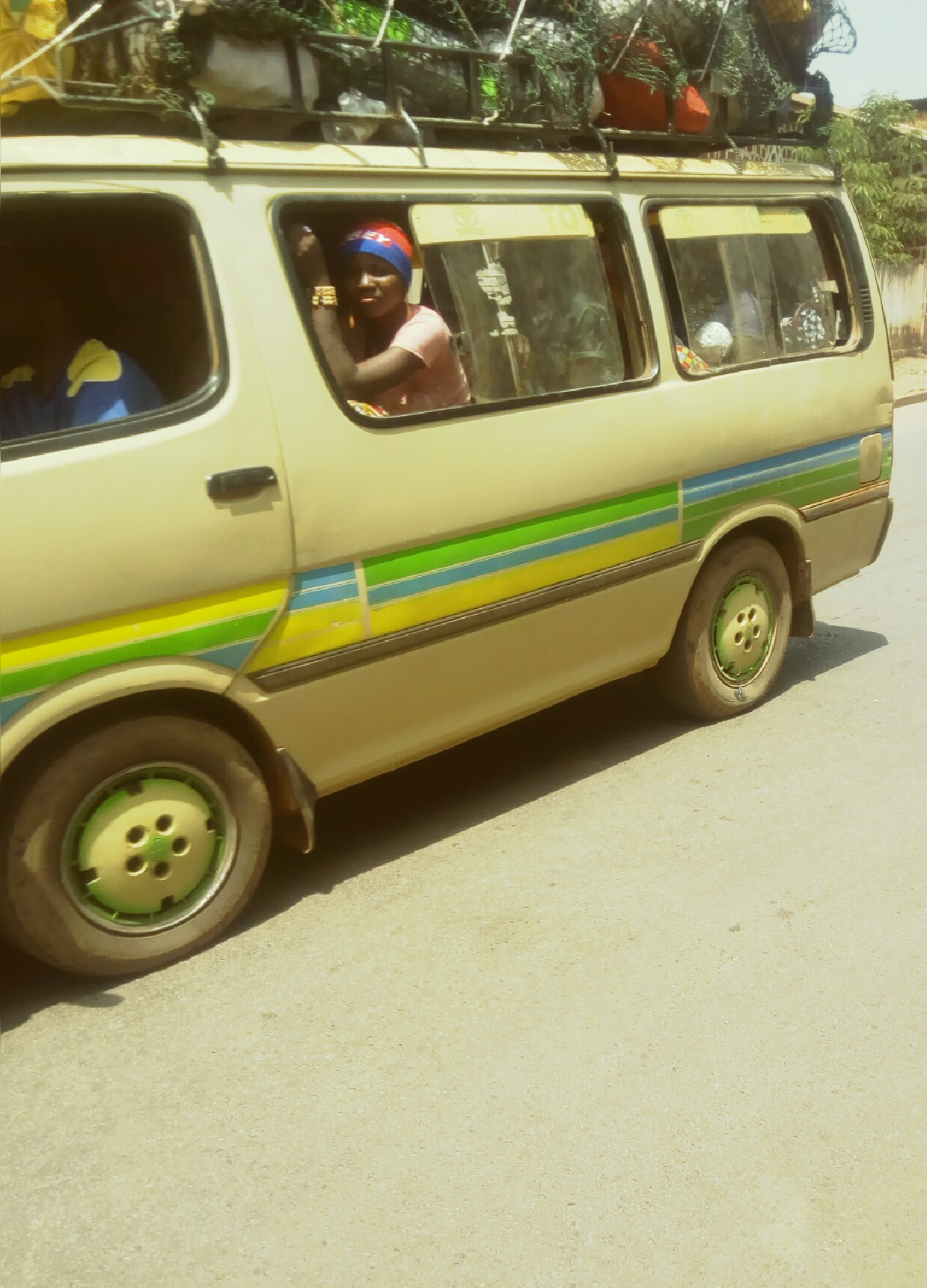
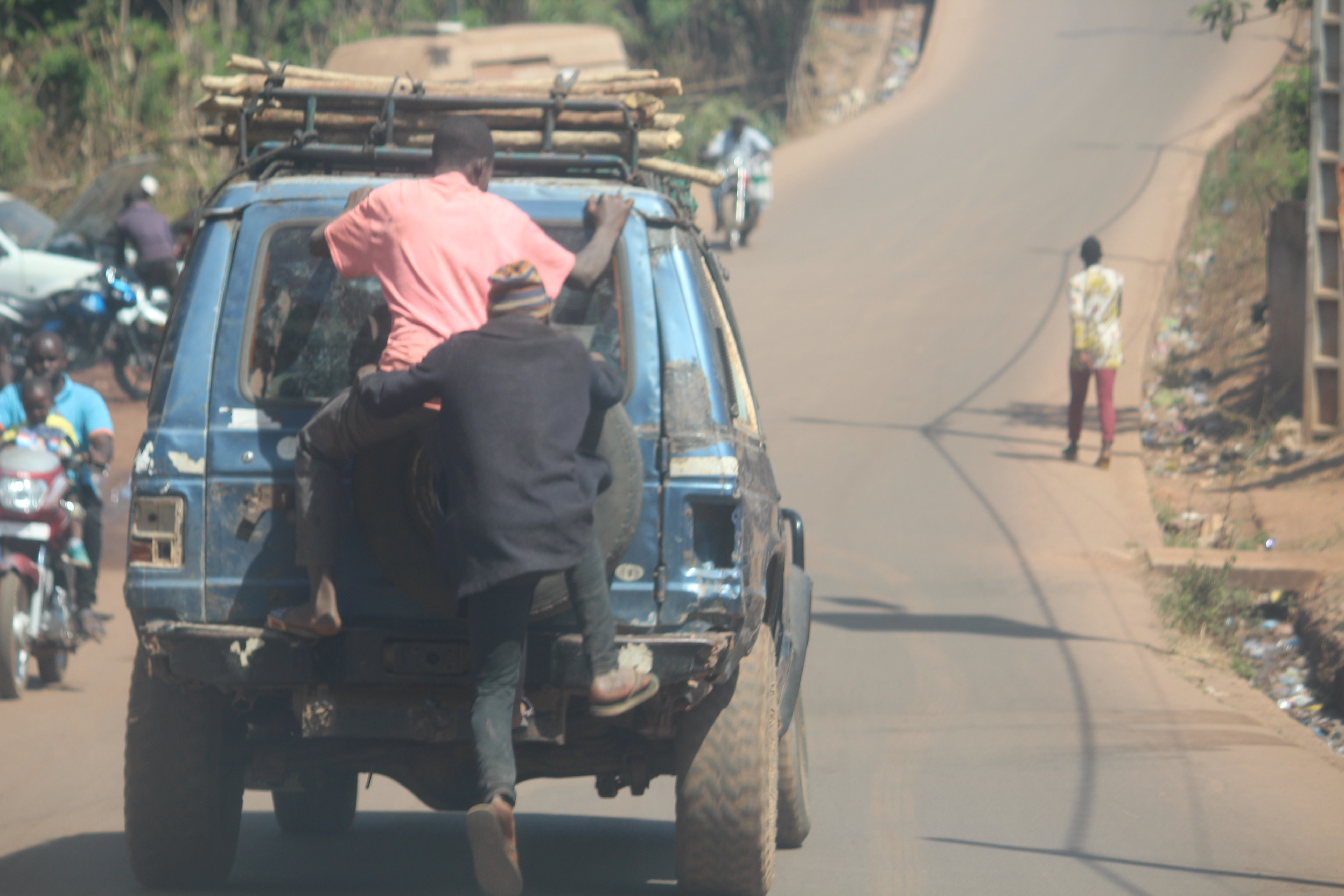
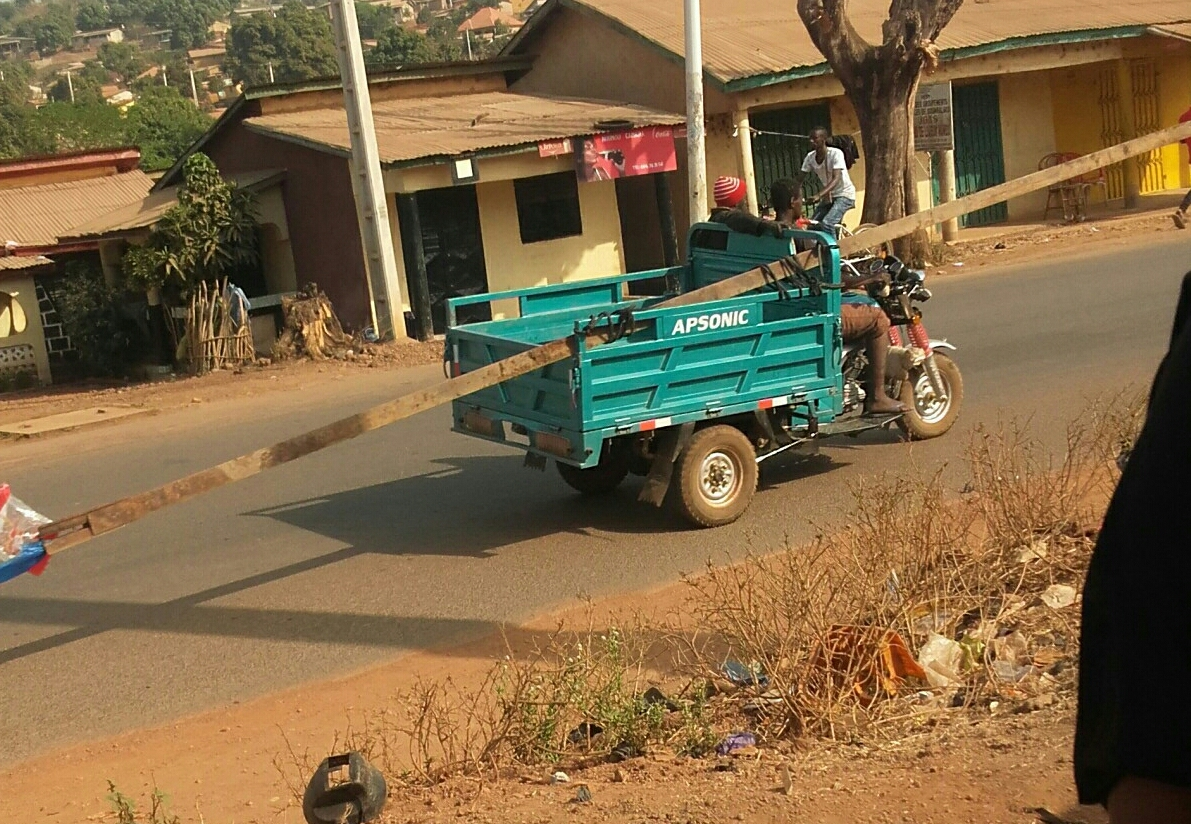
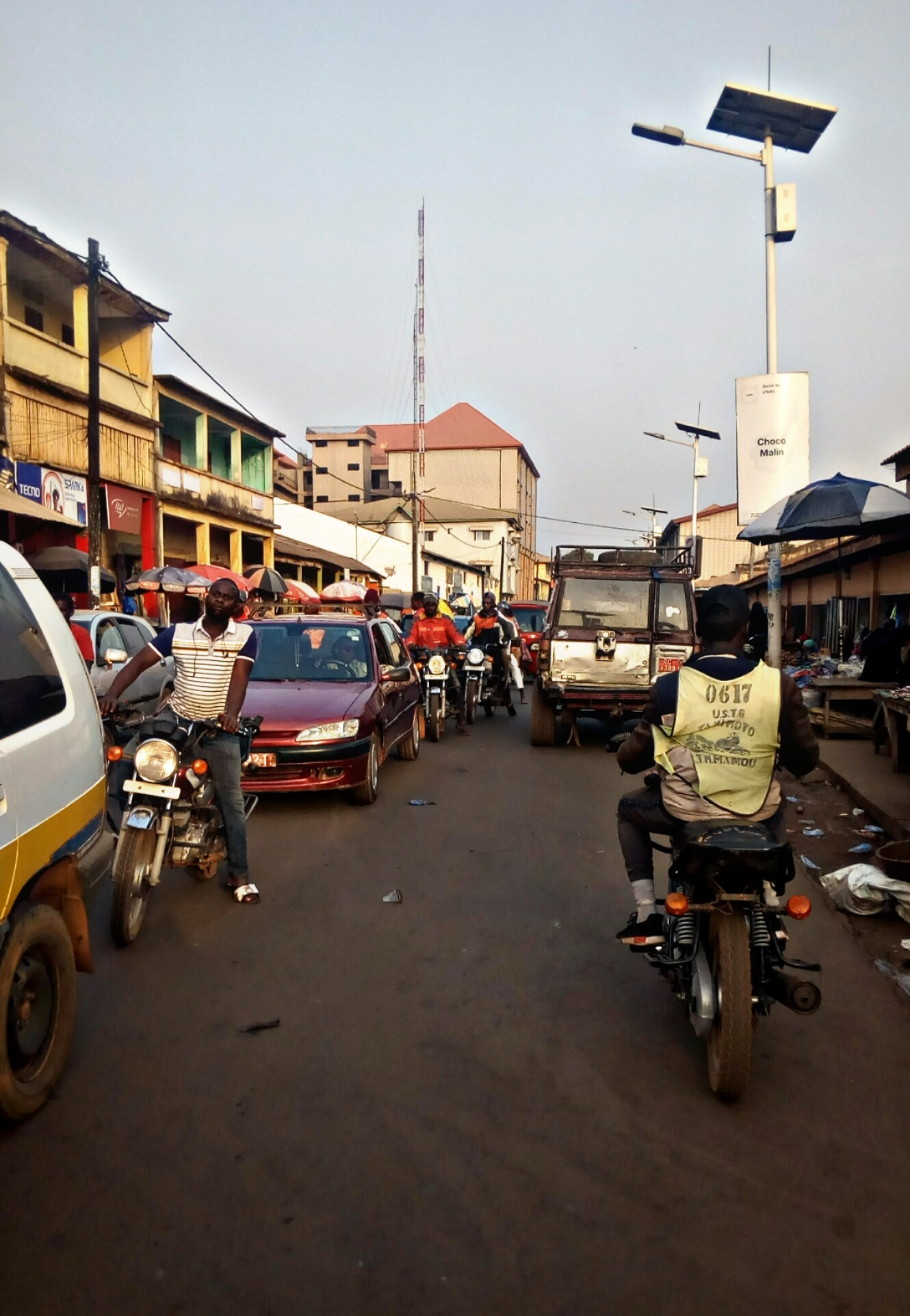
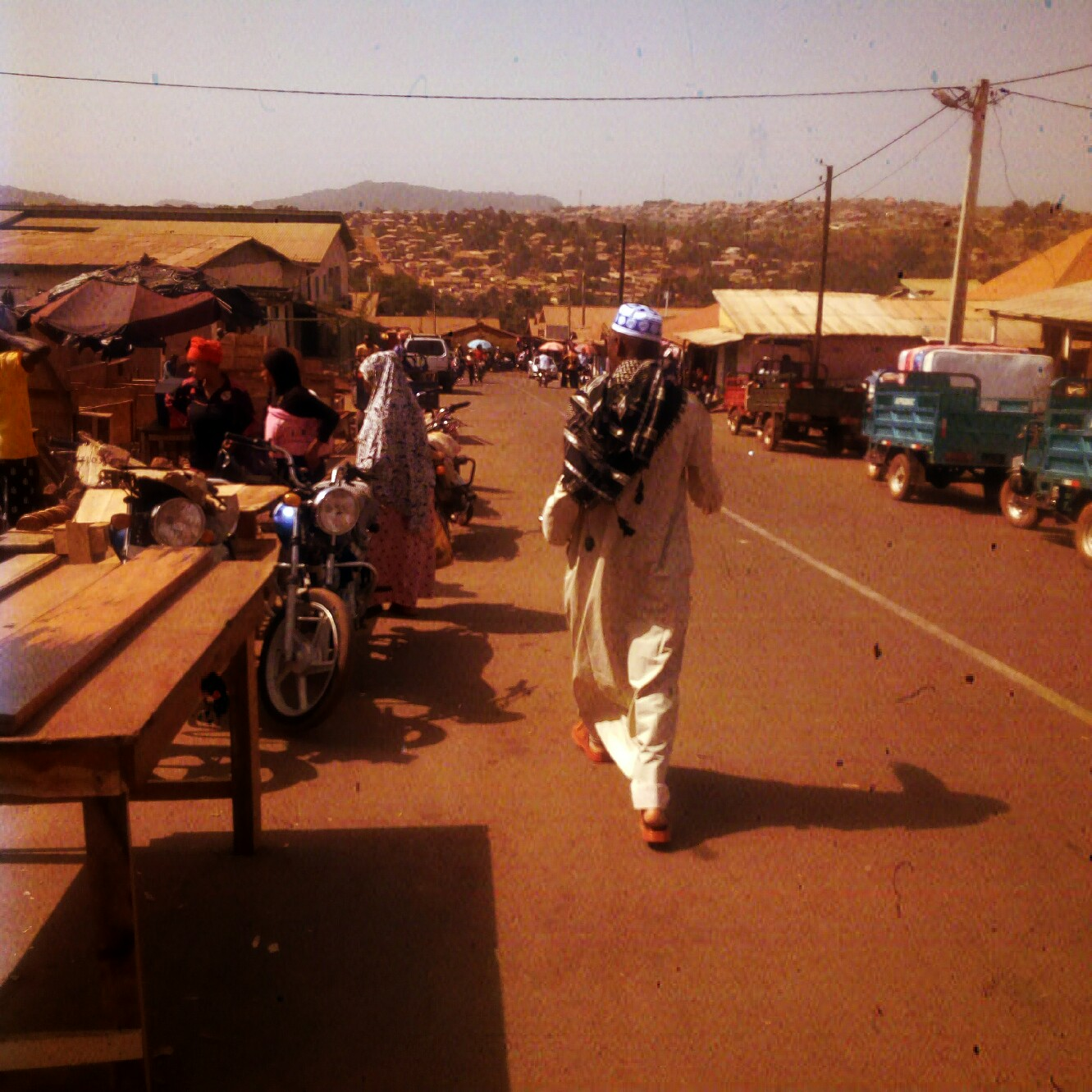

## Mamou dans la culture
L'écrivain guinéen Tierno Monénembo – futur lauréat du prix Renaudot en 2008 – a passé son enfance dans la préfecture de Mamou (Porédaka). Dans l'un de ses romans, Cinéma, publié en 1997, il met en scène la ville de Mamou à l'ère de l'indépendance. Il la décrit comme un lieu de passage et de transition et en brosse un tableau sans concession :

« D'où la nécessité d'une ville relais à même de faire écouler par le transport ferroviaire le latex et la cire produits sur les montagnes. Mamou – cité sans nom et sans mémoire (juste ce qu'il faut de passion et d'amour-propre) – était condamnée dès l'origine à tenir lieu de bordel, d'asile et de bivouac ! »

## Personnalités liées à la commune
- Abdoul Razzagui Camara (1990-), footballeur international ;
- Boubacar Yacine Diallo (1955-), journaliste et écrivain ;
- Facinet Touré (1934-2021), homme politique guinéen ;
- Fatoumata Barry (1954-), architecte ;
- Hakim Bah (1987-), écrivain ;
- Ibrahima Sory Barry (? - 1975), homme politique guinéen ;
- Lama Sidibé, artiste chanteur ;
- Lamine Sidimé (1944-), homme politique ;
- Makalé Camara (1956-), femme politique ;
- Moussa Kémoko Diakité (1940-), cinéaste ;
- Rougui Barry (1953-2016), femme politique guinéenne ;
- Sanoussy Bantama Sow, ancien ministre ;
- Thierno Monénembo (1947-), écrivain.
- Ousmane Doré, homme politique guinéenne ;